# 소콜니키역
소콜니키역(러시아어: Соко́льники)은 모스크바 지하철 소콜니체스카야 선의 역이다. 1935년 모스크바 지하철이 개통될 때 최초로 개장한 역 중 하나다. 모스크바 지하철에서 가장 오래된 역 중 하나이며, 최초로 개통되었을 당시에는 키롭스코 프룬젠스카야 선(현재의 소콜니체스카야 선)의 기점이었다.

## 역사
소콜니키 역은 1935년 5월 15일에 개통되었다. 크라스노셀스카야 역으로 가는 터널은 1933년 여름에 공사를 시작했으나, 역의 공사 상 여러 가지 문제로 인해 1934년 3월에 첫 공사가 시작되었다. 역의 콘크리트 작업은 공사를 시작한 지 5개월 만에 작업을 마쳤으며, 최종적으로 지하철의 개통일인 5월 15일 개통되었다. 모스크바 지하철의 첫 전동차 운행시험이 1934년 이 곳에서 콤소몰스카야 역 구간까지 시행된 적 있다.

소콜니키 역은 1965년 프레오브라젠스카야 플로샤디 역이 개통될 때까지 30년간 키롭스코 프룬젠스카야 선의 기점 역할을 해왔다. 이 때 만들어진 측선은 오늘날에도 야간 열차의 저장고로써 사용되고 있다.

## 설계
소콜니키 역은 건축가인 이반 타라노프와 나데즈다 비코바에 의해 설계되었다. 내부 인테리어는 회색과 청록색의 타일로 디자인되었으며, 소콜니키 역의 디자인은 1937년 파리 국제박람회에서 대상을 수상한 바 있다.